# Прокопий Антемий (консул 515 г.)
Флавий Прокопий Антемий (на латински: Flavius Procopius Anthemius) е политик, член на Тракийската и на Теодосиевата династия на Римската империя.

## Биография
Той е син на западноримския император Антемий и Елия Марциана Евфемия, дъщеря на източноримския император Маркиан и Елия Пулхерия. Брат е на Алипия, Антемиол, Ромул и Маркиан (узурпатор).
През 479 г. Прокопий и братята му Маркиан и Ромул се бунтуват в Константинопол против новия източноримски император Зенон. Те разбиват войските на Зенон и го обсаждат в двореца му. Генерал Ил подкупва войските им, разбива бунта и плененява братята. Изпратени са в Цезарея в Кападокия, откъдето избягват, но Маркиан е заловен и изпратен в Тарс, Киликия. Прокопий и Ромул бягат в Рим, Италия. Прокопий се завръща отново в Константинопол и през 515 г. става консул заедно с Флавий Флоренций.